# Jujubinus
Jujubinus là một chi ốc biển, là động vật thân mềm chân bụng sống ở biển trong họ Trochidae, họ ốc đụn.

## Các loài
Các loài trong chi Jujubinus gồm có:
- † Jujubinus ajachaensis Martín-González & Vera-Peláez, 2018
- Jujubinus alboranensis Smriglio, Mariottini & Oliverio, 2015
- † Jujubinus altavillae Giannuzzi-Savelli & Reina, 1987
- † Jujubinus angustus (Deshayes, 1832)
- † Jujubinus annamarieae Landau, Marquet & Grigis, 2003
- † Jujubinus armatus Ceulemans, Van Dingenen & Landau, 2016
- † Jujubinus astraeaformis Brunetti & Della Bella, 2006
- Jujubinus augustoi Rolan & Gori, 2009[2]
- Jujubinus baudoni (Monterosato, 1891)[3]
- Jujubinus browningleeae Smriglio, Mariottini & Swinnen, 2018
- † Jujubinus bucklandi (Cossmann & Peyrot, 1917)
- † Jujubinus bullula (P. Fischer, 1877)
- † Jujubinus burdigalicus (Cossmann & Peyrot, 1917)
- † Jujubinus catenatus Ardovini, 2006[4]
- † Jujubinus celinae (Andrzejowski, 1833)
- † Jujubinus chatticus Janssen, 1978
- † Jujubinus condevicnumensis Ceulemans, Van Dingenen & Landau, 2016
- † Jujubinus coronatus Landau, Van Dingenen & Ceulemans, 2017
- Jujubinus curinii Bogi & Campani, 2005[5]
- † Jujubinus demersus (Kranz, 1910)
- † Jujubinus deshayesi (Mayer, 1862)
- Jujubinus dispar Curini-Galletti, 1982[6]
- † Jujubinus ditropis (Wood, 1848)
- Jujubinus eleonorae Smriglio, Di Giulio & Mariottini, 2014
- Jujubinus errinae Smriglio, Mariottini & Giacobbe, 2016
- Jujubinus escondidus Poppe, Tagaro & Dekker, 2006[7]
- Jujubinus exasperatus (Pennant, 1777)[8]
- † Jujubinus fossorensis Lozouet, 1999
- Jujubinus fraterculus (Monterosato, 1880)
- Jujubinus fulgor Gofas, 1991
- † Jujubinus gaasensis (Cossmann & Peyrot, 1917)
- Jujubinus geographicus Poppe, Tagaro & Dekker, 2006[9]
- Jujubinus gilberti (Montrouzier, 1878)
- Jujubinus gravinae (Dautzenberg, 1881)[10]
- Jujubinus guanchus Curini-Galletti, 1985[11]
- Jujubinus guphili Poppe, Tagaro & Dekker, 2006[12]
- † Jujubinus gymnospirus (Cossmann & Peyrot, 1917)
- † Jujubinus hannonicus (Rutot in Cossmann, 1915)
- † Jujubinus helenae Pacaud, 2017
- Jujubinus hernandezi Rolan & Swinnen, 2009[13]
- † Jujubinus hoernesianus (Sacco, 1896)
- Jujubinus hubrechti Poppe, Tagaro & Dekker, 2006[14]
- † Jujubinus infraoligocaenicus (Cossmann & Lambert, 1884) †
- Jujubinus interruptus (Wood, 1828)
- Jujubinus karpathoensis Nordsieck, 1973[15]
- † Jujubinus kostejanus (Boettger, 1907)
- † Jujubinus lamarckii (Deshayes, 1832)
- † Jujubinus lamberti (Cossmann, 1892)
- † Jujubinus lawleyi (De Stefani & Pantanelli, 1888)
- † Jujubinus ligeriensis Ceulemans, Van Dingenen & Landau, 2016
- Jujubinus mabelae Rolan & Swinnen, 2009[16]
- Jujubinus maldivensis (E. A. Smith, 1903)
- † Jujubinus mimus (Eichwald, 1850)
- Jujubinus montagui (Wood, 1828)[17]
- † Jujubinus pigeonblancensis Ceulemans, Van Dingenen & Landau, 2016
- † Jujubinus planatus (Friedberg, 1928)
- Jujubinus polychroma (A. Adams, 1853)
- Jujubinus poppei Curini-Galletti, 1985[18]
- † Jujubinus proximus (Millet, 1865)
- Jujubinus pseudogravinae Nordsieck, 1973[19]
- † Jujubinus pseudoturricula (Dollfus & Dautzenberg, 1886)
- † Jujubinus puber (Eichwald, 1850)
- † Jujubinus punctulatus (Dujardin, 1837)
- † Jujubinus quadrangulus (Briart & Cornet, 1887)
- † Jujubinus quantulus Lozouet, 1999
- Jujubinus rafaemesai Rolán & Swinnen, 2013
- † Jujubinus redoniensis Landau, Van Dingenen & Ceulemans, 2017
- † Jujubinus rhenanus (Braun in Walchner, 1851)
- Jujubinus rubioi Rolan & Templado, 2001[20]
- Jujubinus ruscurianus (Weinkauff, 1868)[21]
- † Jujubinus sceauxensis Landau, Van Dingenen & Ceulemans, 2017
- † Jujubinus sexangularis (Sandberger, 1859)
- Jujubinus silbogomerus Smriglio, Mariottini & Swinnen, 2019
- † Jujubinus silveri Welle, 2009
- Jujubinus striatus (Linnaeus, 1758)[22]
- Jujubinus suarezensis (P. Fischer, 1878)
- † Jujubinus subcarinatus (Lamarck, 1804)
- † Jujubinus subfragilis (d'Orbigny, 1850)
- † Jujubinus subincrassatus (d'Orbigny, 1852)
- † Jujubinus subreticulatus (Boettger, 1907)
- † Jujubinus subtilistriatus (Cossmann & Peyrot, 1917)
- † Jujubinus subturgidulus (d'Orbigny, 1850)
- Jujubinus tingitanus (Pallary, 1902)
- Jujubinus trilloi Smriglio, Di Giulio & Mariottini, 2014
- † Jujubinus trochlearis (Sandberger, 1859)
- Jujubinus tumidulus (Aradas, 1846)[23]
- † Jujubinus turgidulus (Brocchi, 1814)
- † Jujubinus turricula (Eichwald, 1830)
- Jujubinus unidentatus (Philippi, 1844)[24]
- † Jujubinus vexans (Boettger, 1907)
- Jujubinus vexationis Curini-Galletti, 1990[25]
- † Jujubinus zukowcensis (Andrzejowski, 1833)

Các loài đồng nghĩa
- Jujubinus (Jujubinus) Monterosato, 1884: alternate representation of Jujubinus
- Jujubinus (Mirulinus) Monterosato, 1917: alternate representation of Jujubinus
- Jujubinus (Clelandella): syn. Clelandella Winckworth, 1932
- Jujubinus aegeensis Nordsieck, 1973: syn. Jujubinus karpathoensis Nordsieck, 1973
- Jujubinus aequistriatus Monterosato, 1884: syn. Jujubinus striatus (Linnaeus, 1758)
- Jujubinus africanus Nordsieck, 1973: syn. Jujubinus unidentatus (Philippi, 1844)
- Jujubinus altior Coen, 1937: syn. Jujubinus striatus (Linnaeus, 1758)
- Jujubinus aureus Monterosato, 1890: syn. Clelandella miliaris (Brocchi, 1814)
- Jujubinus baudouini [sic]: syn. Jujubinus baudoni (Monterosato, 1891)
- Jujubinus brugnonei Coen, 1937: syn. Jujubinus striatus (Linnaeus, 1758)
- Jujubinus clelandi (Wood, 1828): syn. Clelandella miliaris (Brocchi, 1814)
- Jujubinus corallinus Monterosato, 1884: syn. Jujubinus exasperatus (Pennant, 1777)
- Jujubinus crenelliferus (A. Adams, 1853): syn. Cantharidus crenelliferus (A. Adams, 1853)
- Jujubinus decipiens Parenzan, 1970: syn. Jujubinus striatus (Linnaeus, 1758)
- Jujubinus defiorei Coen, 1937: syn. Jujubinus striatus (Linnaeus, 1758)
- Jujubinus delpreteanus Sulliotti, 1889: syn. Jujubinus striatus (Linnaeus, 1758)
- Jujubinus elenchoides (Issel, 1878): syn. Jujubinus striatus (Linnaeus, 1758)
- Jujubinus fulguratus Pallary, 1906: syn. Jujubinus unidentatus (Philippi, 1844)
- Jujubinus gilberti (Montrouzier in Fischer, 1878): syn. Cantharidus polychroma (A. Adams, 1853)
- Jujubinus goniobasis Coen, 1937: syn. Jujubinus striatus (Linnaeus, 1758)
- Jujubinus igneus Sturany, 1896: syn. Jujubinus exasperatus (Pennant, 1777)
- Jujubinus istrianus Coen, 1933: syn. Jujubinus exasperatus (Pennant, 1777)
- Jujubinus kochi Nordsieck, 1973: syn. Jujubinus ruscurianus (Weinkauff, 1868)
- Jujubinus lepidus (Philippi, 1846): syn. Strigosella lepida (Philippi, 1846)
- Jujubinus magnificus Coen, 1937: syn. Jujubinus striatus (Linnaeus, 1758)
- Jujubinus miliaris (Brocchi, 1814):[26] syn. Clelandella miliaris (Brocchi, 1814)
- Jujubinus mixtus Ghisotti & Melone, 1975: syn. Jujubinus exasperatus (Pennant, 1777)
- Jujubinus montagui mediterraneus Coen, G.S: syn. Jujubinus montagui (Wood, W., 1828)
- Jujubinus multistriatus Ghisotti & Melone, 1975: syn. Jujubinus striatus (Linnaeus, 1758)
- Jujubinus obscurus Thiele, J., 1930: syn. Cantharidus polychroma (Adams, A., 1853)
- Jujubinus orientalis Nordsieck, F: syn. Jujubinus elenchoides (Issel, A., 1878); syn. Jujubinus striatus (Linnaeus, 1758)
- Jujubinus parvosiculus Ghisotti & Melone, 1975: syn. Jujubinus gravinae (Dautzenberg, 1881)
- Jujubinus parvulus Brusina, S.: syn. Jujubinus striatus (Linnaeus, 1758)
- Jujubinus parvulus Philippi, R.A: syn. Jujubinus montagui (Wood, W., 1828)
- Jujubinus propinquis Monterosato, T.A. de M. di: syn. Jujubinus striatus (Linnaeus, 1758)
- Jujubinus propinquus Ghisotti & Melone, 1975: syn. Jujubinus striatus (Linnaeus, 1758)
- Jujubinus smaragdinus (Monterosato, 1880): syn. Jujubinus striatus (Linnaeus, 1758)
- Jujubinus suturalis (A. Adams, 1853): syn. Prothalotia suturalis (A. Adams, 1853)

## Hình ảnh

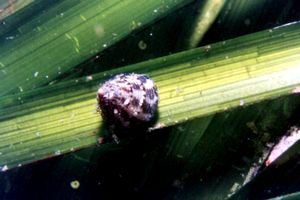